# رالف ديكنسون
رالف ديكنسون (بالإنجليزية: Ralph Dickenson)‏ هو لاعب كرة قاعدة أمريكي، ولد في 22 مارس 1948.

## وصلات خارجية
- رالف ديكنسون على موقعبيزبول رفرنس.كوم (الدوري الثانوي) (الإنجليزية)